# روش FEE
در ریاضی، روش FEE روشی سریع برای حمع بندی سری‌های است که به یک فرم خاص هستند. در سال ۱۹۹۰ این روش توسط Ekaterina A. Karatsuba و FEE نامیده شد - ارزیابی فوری E-function - زیرا محاسبات سریع Siegel را انجام می‌دهد. {\displaystyle E} توابع ممکن است، مخصوصاً از {\displaystyle e^{x}.}.
سیگل گروهی از توابع را که «مانند تابع‌های نمایی» هستند، «تابع E» نامید. از جمله این توابع می‌توان به توابع خاص مثل تابع فوق هندسی، استوانه، توابع کروی و … اشاره کرد.
قضیه مقابل را با استفاده از FEE می‌توان اثبات نمود:
قضیه: فرض می‌کنیم که اگر {\displaystyle y=f(x)} یک تابع استعلایی مقدماتی باشد، یعنی تابع نمایی باشد یا یک تابع مثلثاتی، یا یک تابع جبری ابتدایی، یا برهم نهی آنها، یا معکوس آنها، یا برهم نهی معکوس‌ها. و بعد داریم:
{\displaystyle s_{f}(n)=O(M(n)\log ^{2}n).\,}
در فرمول فوق: پیچیدگی محاسبه (bit) تابع {\displaystyle s_{f}(n)}  است  {\displaystyle f(x)} باn رقم دقت، پیچیدگی ضرب دو {\displaystyle M(n)}  است اعداد صحیح n رقمی
الگوریتم‌های که اساس آنها مبتنی بر روش FEE هستند روشی برای محاسبه فوری هر تابع ابتدایی ماورایی برای هر مقدار آرگومان، ثوابت کلاسیک e. {\displaystyle \pi ,} اویلرر {\displaystyle \gamma ,} کاتالان و آپری، توابع ماورایی بالاتر مثل تابع گامای اویلر و مشتقات آن، توابع ابر هندسی، توابع کروی، توابع استوانه ای و برخی از تابع‌های دیگر برای مقادیر جبری آرگومان و پارامترها، تابع زتای ریمان برای مقدارهای صحیح آرگومان و تابع زتای هورویتز برای آرگومان عدد صحیح و مقدارهای جبری پارامتر، و به شکل مشابهی انتگرال‌های ویژه ای نظیر انتگرال احتمال، انتگرال فرنل، تابع نمای  انتگرال، و برخی از انتگرال‌های دیگر برای مقدارهای جبری استدلال با حد بالای پیچیدگی که به حد بهینه نزدیک است شامل می‌شوند، پس داریم:
{\displaystyle s_{f}(n)=O(M(n)\log ^{2}n).\,}
الان، تنها هزینه ایجاد می‌کند به محاسبه فوری مقدارهای توابع از گروهی از توابع برتر بالاتر، برخی انتگرال خاص از فیزیک و ریاضی از جمله ثابت کلاسیک به عنوان ثابت اویلرو ثابت کاتالان است و ثابت Apery کوتاه است. امکان موازی سازی الگوریتم‌ها بر اساس FEE است مزیت اضافی روش FEE.

## FEE-محاسبه ثابت‌های کلاسیک
می‌توان از فرمول اویلر به صورت زیر برای سنجش فوری و سریع ثابت {\displaystyle \pi ,}  استفاده نمود {\displaystyle {\frac {\pi }{4}}=\arctan {\frac {1}{2}}+\arctan {\frac {1}{3}},} و مطابق بخش پایین می‌توان از FEE برای محاسبه محموع جملات تیلور استفاده کرد.
{\displaystyle \arctan {\frac {1}{2}}={\frac {1}{1\cdot 2}}-{\frac {1}{3\cdot 2^{3}}}+\cdots +{\frac {(-1)^{r-1}}{(2r-1)2^{2r-1}}}+R_{1},}
{\displaystyle \arctan {\frac {1}{3}}={\frac {1}{1\cdot 3}}-{\frac {1}{3\cdot 3^{3}}}+\cdots +{\frac {(-1)^{r-1}}{(2r-1)3^{2r-1}}}+R_{2},}
{\displaystyle |R_{1}|\leq {\frac {4}{5}}{\frac {1}{2r+1}}{\frac {1}{2^{2r+1}}};}
{\displaystyle |R_{2}|\leq {\frac {9}{10}}{\frac {1}{2r+1}}{\frac {1}{3^{2r+1}}};}
و برای
{\displaystyle r=n,\,}
{\displaystyle 4(|R_{1}|+|R_{2}|)\ <\ 2^{-n}.}
می‌توان از سایر تقریب‌ها برای حساب کردن {\displaystyle \pi } توسط FEE نیز استفاده کرد با این حال درتمام حالات برای پیچیدگی داریم:
{\displaystyle s_{\pi }=O(M(n)\log ^{2}n).\,}
برای حساب کردن گامای ثابت اویلر با n رقم دقت، باید با دو سری FEE جمع شوند. پس داریم:
{\displaystyle m=6n,\quad k=n,\quad k\geq 1,\,}
{\displaystyle \gamma =-\log n\sum _{r=0}^{12n}{\frac {(-1)^{r}n^{r+1}}{(r+1)!}}+\sum _{r=0}^{12n}{\frac {(-1)^{r}n^{r+1}}{(r+1)!(r+1)}}+O(2^{-n}).}
{\displaystyle s_{\gamma }=O(M(n)\log ^{2}n).\,}
برای بررسی فوری و سریع ثابت {\displaystyle \gamma } برای سایر تقریب‌ها امکان اعمال FEE وجود دارد.

## FEE-محاسبه سری‌های توان خاص
می‌توان دو سری زیر را با استفاده از FEE سریع حساب کرد پس داریم:
{\displaystyle f_{1}=f_{1}(z)=\sum _{j=0}^{\infty }{\frac {a(j)}{b(j)}}z^{j},}
{\displaystyle f_{2}=f_{2}(z)=\sum _{j=0}^{\infty }{\frac {a(j)}{b(j)}}{\frac {z^{j}}{j!}},}
فرض می‌کنیم که {\displaystyle a(j),\quad b(j)} اعدادی صحیح هستند
{\displaystyle |a(j)|+|b(j)|\leq (Cj)^{K};\quad |z|\ <\ 1;\quad K}
و {\displaystyle C} ثابت هستند و {\displaystyle z} عددی جبری است و برای پیچیدگی ارزیابی آن داریم:
{\displaystyle s_{f_{1}}(n)=O\left(M(n)\log ^{2}n\right),\,}
{\displaystyle s_{f_{2}}(n)=O\left(M(n)\log n\right).}

## جزئیات FEE در مثال محاسبه سریع ثابت کلاسیک e
برای ارزیابی ثابت {\displaystyle e} گرفتن {\displaystyle m=2^{k},\quad k\geq 1} ، شرایط سری تیلور برای {\displaystyle e,}
{\displaystyle e=1+{\frac {1}{1!}}+{\frac {1}{2!}}+\cdots +{\frac {1}{(m-1)!}}+R_{m}.}
ما در اینجا m را طوری انتخاب می‌کنیم که نیاز آن به باقی مانده {\displaystyle R_{m}} به طوریکه نابرابری مقابل را داشته باشیم {\displaystyle R_{m}\leq 2^{-n-1}} برطرف می‌شود. برای مثال زمانی که {\displaystyle m\geq {\frac {4n}{\log n}}.} ، ما {\displaystyle m=2^{k}} را به طوری در نظر می‌گیریم که عدد طبیعی {\displaystyle k} توسط نامساوی‌ها مشخص می‌گردد و داریم:
{\displaystyle 2^{k}\geq {\frac {4n}{\log n}}>2^{k-1}.}
جمع را محاسبه می‌کنیم
{\displaystyle S=1+{\frac {1}{1!}}+{\frac {1}{2!}}+\cdots +{\frac {1}{(m-1)!}}=\sum _{j=0}^{m-1}{\frac {1}{(m-1-j)!}},}
و در k مرحله فرایند زیر داریم:
مرحله ۱. ترکیب در {\displaystyle S} مجموع‌ها را به صورت دوتایی از داخل پرانتز عامل مشترک «بدیهی» را انجام می‌دهیم و حساب می‌کنیم پس داریم:
{\displaystyle {\begin{aligned}S&=\left({\frac {1}{(m-1)!}}+{\frac {1}{(m-2)!}}\right)+\left({\frac {1}{(m-3)!}}+{\frac {1}{(m-4)!}}\right)+\cdots \\&={\frac {1}{(m-1)!}}(1+m-1)+{\frac {1}{(m-3)!}}(1+m-3)+\cdots .\end{aligned}}}
ما مقداری‌های صحیح عبارت‌های داخل پرانتز را حساب می‌کنیم، یعنی داریم:
{\displaystyle m,m-2,m-4,\dots .\,}
پس، در مرحله اول مجموع {\displaystyle S} در است
{\displaystyle S=S(1)=\sum _{j=0}^{m_{1}-1}{\frac {1}{(m-1-2j)!}}\alpha _{m_{1}-j}(1),}
{\displaystyle m_{1}={\frac {m}{2}},m=2^{k},k\geq 1.}
در اولین قدم {\displaystyle {\frac {m}{2}}} اعداد صحیح فرم
{\displaystyle \alpha _{m_{1}-j}(1)=m-2j,\quad j=0,1,\dots ,m_{1}-1,}
حساب می‌گردند. بعد از آن به روشی مانند آن عمل می‌نماییم: در هر مرحله مجموع جمع را به صورت جفت و متوالی ترکیب می‌کنیم {\displaystyle S}، فاکتور مشترک «بدیهی» را از براکت‌ها خارج می‌نماییم و فقط مقدارهای صحیح عبارات داخل پرانتز را محاسبه می‌کنیم. فرض کنید که اولی {\displaystyle i} مراحل این فرایند تکمیل شده‌است.
{\displaystyle S=S(i+1)=\sum _{j=0}^{m_{i+1}-1}{\frac {1}{(m-1-2^{i+1}j)!}}\alpha _{m_{i+1}-j}(i+1),}
{\displaystyle m_{i+1}={\frac {m_{i}}{2}}={\frac {m}{2^{i+1}}},}
{\displaystyle \alpha _{m_{i+1}-j}(i+1)=\alpha _{m_{i}-2j}(i)+\alpha _{m_{i}-(2j+1)}(i){\frac {(m-1-2^{i+1}j)!}{(m-1-2^{i}-2^{i+1}j)!}},}
{\displaystyle j=0,1,\dots ,\quad m_{i+1}-1,\quad m=2^{k},\quad k\geq i+1.}
{\displaystyle {\frac {(m-1-2^{i+1}j)!}{(m-1-2^{i}-2^{i+1}j)!}}}
و غیره.
قسمت آخر. عددی صحیح را حساب می‌نماییم {\displaystyle \alpha _{1}(k),} ما با استفاده از الگوریتم فوری که پیش تر بررسی شد، حساب می‌نماییم {\displaystyle (m-1)!,} و تقسیمی از عدد صحیح انجام دهید {\displaystyle \alpha _{1}(k)} توسط عدد صحیح {\displaystyle (m-1)!,} با دقت تا {\displaystyle n} ارقام نتیجه به دست آمده حاصل جمع است پیچیدگی همه محاسبات تا n رقم برابر {\displaystyle S,} است یا ثابت {\displaystyle e}.
{\displaystyle O\left(M(m)\log ^{2}m\right)=O\left(M(n)\log n\right).\,}